# غمبادآور

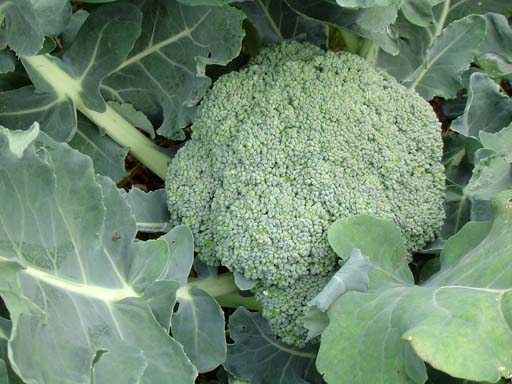
بروکلی یک ماده غذایی گواتروژن است

مواد غمبادآور یا گواتروژن، موادی هستند که با دخالت در جذب ید در غده تیروئید، تولید هورمونهای تیروئید را مختل می‌کنند. این مواد هیپوفیز را تحریک می‌کنند تا هورمون محرکه تیروئید را آزاد کند، که سپس رشد بافت تیروئید را تقویت می‌کند و درنهایت منجر به غمباد می‌شود.

## ترکیبات شیمیایی غمبادآور
موادی که ثابت شده غمبادآور هستند عبارتند از:
- سولفادیمتوکسین، پروپیل تیواوراسیل، پتاسیم پرکلرات، اسید یوپانوئیک
- بعضی اوکسازولیدین‌ها مانند گویترین
- یون‌هایی مانند تیوسیانات (که در سیگار کشیدن متصاعد می‌شود)، پرکلرات که با توسط مهار رقابتی از جذب ید می‌کاهد، به عنوان یک نتیجه از ترشح T3 و T4 توسط غده، که در دوزهای کم باعث افزایش آزاد سازی تیروتروپین می‌شود (با کاهش بازخورد منفی)، که سپس غده را تحریک می‌کند.

## مواد غذایی غمبادآور
مواد غذایی که تجربه نشان داده اثر غمبادآور دارند عبارتند از: سویا، سبزیجات خانوادهٔ کلم (از قبیل کلم، گل کلم، کلم قمری، کلم بروکلی و بروکسل)، اسفناج، شلغم، گلابی، هلو، بادام‌زمینی، مانیوک و دیگر شب بویان. در جاهایی که کمبود ید هست (مثلاً وعده‌های غذایی با ارزن دارند)، مصرف ارزن می‌تواند به بزرگی تیروئید بینجامد که آغاز گواتر بومی است.

### خام‌خواری
ترکیبات غمبادآور به دنبال حرارت ازبین‌می‌روند؛ بنابراین افراد مبتلا به پرکاری تیروئید باید مواد غذایی غمبادآور را به‌صورت پخته بخورند.

### تداخل دارویی
نسبت به مصرف توأم غمباد آور های طبیعی با داروهای ضد تیروئید باید کاملاً احتیاط نمود، زیرا این ترکیبات می‌توانند باعث افزایش عوارض جانبی داروها شوند.

## کاربردها
این مواد برای افراد مبتلا به کم‌کاری تیروئید مضر ولی برای افراد مبتلا به پرکاری تیروئید مفید هستند.